# 7. konjeniški polk (ZDA)
Za druge 7. polke glej 7. polk.
7. konjeniški polk (izvirno angleško 7th United States Cavalry) je letalsko-oklepni starševski polk v sestavi Kopenske vojske ZDA. Samo ime je po tradiciji prešlo iz konjeniške enote, ki je bila ustanovljena po ameriški državljanski vojni.

## Zgodovina
20. julija 1866 so se zbrali pripadniki novoustanovljenega 7. konjeniškega polka; polk je bil organiziran v Fort Rileyu (Kansas) 21. septembra istega leta pod poveljstvom polkovnika Andrew J. Smitha. Kmalu se je vključila v indijanske vojne, v kateri je sodelovala do 1871. 1871 je bil polk premeščen na jug ZDA, kjer je zatiral delovanje Ku Klux Klana in nadziral izvajanje zveznega destilacijskega zakona. 1873 so bili premeščeni v Fort Rice, nakar še v Fort Abraham Lincoln, kjer so do 1876 sodelovali v indijanskih vojnah. 25. junija 1876 je v bitki pri Malem velikem rogu padel skoraj celoten bataljon polka (210 mož), ki je bil pod neposrednim poveljstvom generala Custra; Indijance je vodil Sioux Nori konj. V bitki je polk izgubil 262 konjenikov od 780. Polk je bil reorganiziran in nato do 1888 sodeloval v vojni proti Indijancem iz Fort Abraham Lincoln; 1883 so bile konjeniške čete preimenovane v trope. 1888 so bili prestavljeni v Fort Riley, kjer se je polk reorganiziral, tako da je prvič po letu 1876 dosegel polno število vojakov. 29. decembra 1890 je polk sodeloval v zadnji bitki te vojne - Pokol pri Ranjenem kolenu.
Med 1895 in 1899 je bil polk nastanjen v Fort Bayardu (Nova Mehika), kjer je varoval mejo in naseljence pred indijanskimi napadi.
Leta 1896 so bili premeščeni v Fort Sill (Oklahoma) (moč 11 tropov); 31. maja 1897 so odpustili zadnje službujoče Indijance (po navadi so služili kot izvidniki in prevajalci).
Med 1899 in 1902 je bil polk med špansko-ameriško vojno nastanjen v Campu Columbia na Kubi (moč 12 tropov).
Med 1902 in 1904 je polk izvajal manevre v Campu George H. Thomas, nakar so bili poslani na Filipine, kjer so se do leta 1907 borili proti upornikom. 1907 so se vrnili v Fort Riley, nakar so bili 1911 poslani spet na Filipine, kjer so v Fort William McKinleyu ostali do 1915.
Med 1915 in 1916 so bili nastanjeni v Camp Harvey J. Jones - Douglas, kjer so varovali mejo, nakar so 1916-1917 sodelovali v mehiški kazenski ekspediciji. Decembra 1917 so bili premeščeni v sestavo 15. konjeniške divizije, kjer so ostali do maja 1918.
Od 1917 do 1921 so bili nastanjeni v Fort Blissu (Teksas), kjer so varovali mejo. 
13. decembra 1921 so bili premeščeni v novoustanovljeno 1. konjeniško divizijo; od 1921 do 1943 so ostali v Fort Blissu in opravljali prejšnje naloge. 22. junija 1927 je bil polk izločen iz divizije in postal samostojna formacija. 1. februarja 1928 je bil razpuščen trop C.
18. aprila 1934 je bila iz oborožitve polka izločena sablja.
20. julija 1940 je bil iz polka organiziran 2. izvidniški eskadron in dodeljen 2. pehotni diviziji, ki je bil aktiviran 1. avgusta istega leta v Fort Sam Houstonu (Teksas); istega dne so reaktivirali trop C.
1. aprila 1942 je bil 2. izvidniški eskadron preimenovan v 2. konjeniški izvidniški eskadron.
28. februarja 1943 so polku odvzeli konje in ga delno reorganizirali kot pehotno enoto.
1. marca 1943 je bil 2. konjeniški izvidniški eskadron preimenovan v 2. izvidniški trop in dodeljen 2. pehotni diviziji in 10. avgusta istega leta reorganiziran in preimenovan v 2. izvidniški trop (mehanizirani). Od 1943 do 1945 je bil polk na Pacifiku, kjer se je boril proti Japoncem.
6. julija 1944 je bil 2. izvidniški trop (mehanizirani) preimenovan v 2. konjeniški izvidniški trop (mehanizirani). 20. julija 1945 je bil celoten polk reorganiziran kot pehotna enota, toda je obdržal konjeniške nazive. 30. julija istega leta je bil spet preimenovan 2. konjeniški izvidniški trop (mehanizirani), tokrat v 2. mehanizirani konjeniški izvidniški trop (še zmeraj v sestavi 2. pehotne divizije.
Med 1945 in 1949 je bil polk nastanjen na Japonskem kot del okupacijskih sil. 15. oktobra 1948 je bil 2. mehanizirani konjeniški izvidniški trop preimenovan v 2. izvidniško četo. Leta 1949 je bil polk ponovno reorganiziran. Štirje eskadroni so bili sprva reoganizirani v tri čete, nakar so bile te tri čete reorganizirane v bataljone z 4 četami. 3. bataljon je bil organiziran iz pripadnikov 15. pehotnega polka.
Med 1950 in 1955 je polk sodeloval v korejski vojni, med katero so 1951 ustanovili še četrti bataljon; le-ta je bil deaktiviran 1956, 20. junija 1957 je bila deaktivirana 2. izvidniška četa (2. pehotna divizija); celoten polk pa je bil deaktiviran 15. oktobra 1957. Štab in prištabna četa sta bila 1. novembra 1957 dodeljena k Oddelku za vojsko ZDA, četa C 3. izvidniškega eskadrona je bila preimenovana v 3. izvidniški eskadron, 7 konjeniški polk in dodeljena 10. pehotni diviziji (ZDA). 1. novembra je bila četa B 2. izvidniškega eskadrona preimenovana v 2. izvidniški eskadron in dodeljena sprva 1. konjeniški diviziji, nato pa 3. pehotni diviziji (Fort Benning). Četa A, 1. bojne skupine 7. konjeniškega polka je bila 1. novembra aktivirana kot 1. bojna skupina in dodeljena 1. konjeniškemu polku ter nato 1. konjeniški diviziji.
Februarja 1958 je bil 2. izvidniški eskadron dodeljen 3. pehotni diviziji (Warner Kaserne, Bamberg, Nemčija). 14. junija 1958 je bil 3. izvidniški skvadron dodeljen 2. pehotni diviziji kot šolska enota (Fort Benning). 2. julija 1960 je bil razpuščen 4. bataljon polka; posadka se je pridružila štabu in prištabni četi 4. izvidniškega eskadrona. 14. avgusta 1961 je bil 3. izvidniški eskadron dodeljen kot bojna enota 2. pehotni diviziji.
Leta 1963 je polk doživel še eno veliko reorganizacijo. 25. januarja je bil 4. izvidniški eskadron preimenovan v Štab in prištabni trop, 4. eskadron, 7. konjeniški polk in dodeljen 2. pehotni diviziji. Istega dne je bil Štab in prištabni trop, 4. izvidniški eskadron, 7. konjeniški polk preimenovan v Štab in prištabni trop, 4. eskadron, 7. konjeniški polk in dodeljen 2. pehotni diviziji. 20. februarja je bil 3. izvidniški eskadron deaktiviran in izločen iz 2. pehotne divizije; nato je bil preimenovan v 4. izvidniški eskadron, 7. konjeniški polk ter deaktiviran v Fort Benningu ter izločen iz sestave 2. pehotne divizije. Istega dne je bil 3. izvidniški eskadron deaktiviran v Fort Benningu in izločen iz 2. pehotne divizije; istočasno je bil preimenovan v 4. izvidniški eskadron, ki je bil tudi deaktiviran in izločen iz divizije. 18. aprila je bil 2. izvidniški eskadron premeščen iz Bamberga v Schweinfurt in dodeljen 3. pehotni diviziji, kjer je bil aktiviran 5. junija. 5. junija je bil 2. izvidniški eskadron preimenovan v 2. bataljon, 7. konjeniški polk in dodeljen (zmanjšano osebje in oprema) 1. konjeniški diviziji v Korejo. 1. septembra je bila 1. bojna skupina reorganizirana v 1. bataljon, 7. konjeniški polk.
1964 sta bila 1. in 2. bataljon dodeljena 1. konjeniški diviziji, 3. eskadron 3. pehotni diviziji in 4. eskadron 2. pehotni diviziji. 
Med 1. in 3. julijem 1965 sta bila 1. in 2. bataljon premeščena (zmanjšano osebje in oprema) v Fort Benning, kjer sta dobila dodatno osebje in opremo iz 11. zračnodesantne divizije (testne) in naprej poslana v Vietnam. Istega leta je bila četa D, 4. izvidniški eskadron preimenovana v 4. izvidniški eskadron in dodeljena 2. pehotni diviziji.
1966 je bila četa E. 5. bataljon reorganizirana in preimenovana v 5. bataljon, 7. konjeniški polk (Fort Carson) in dodeljena 1. konjeniški diviziji.
29. marca 1971 je bil 5. bataljon deaktiviran v Fort Lewisu. 22. avgusta 1972 je bil deaktiviran tudi 1. bataljon. 1973 je bil deaktiviran 2. bataljon in preimenovan v 1. bataljon, 9. konjeniški polk. 
20. junija 1974 je bil reaktiviran 1. bataljon kot 1. eskadron, 7. konjeniški polk kot oklepni bataljon in dodeljen 1. konjeniški diviziji (Fort Hood). Istega leta je bila reaktiviran 2. bataljon, ki je predstavljal izvidniško enoto 1. konjeniške divizije; med 1974 in 1978 je bil 2. bataljon reoganiziran v mehanizirano pehotno enoto. 21. septembra 1975 je bil reaktiviran 5. bataljon in bil dodeljen 1. konjeniški diviziji (Fort Hood). Vsake 6 mesecev je bil 5. bataljon premeščen v Nemčijo (Bremerhaven) in nazaj; le-ta bataljon je bil 30. septembra 1978 izločen iz divizije in deaktiviran v Fort Hoodu. 
1985 je trop C, 3. eskadron prevzel dolžnosti HHT, A in B tropa istega eskadrona. Istega leta je isti eskadron rekonstruiral HHT, A, B (Ledward Barracks) ter C in D letalska tropa (Conn Barracks).
16. oktobra 1986 je bil 1. eskadron (v sestavi 9. konjeniškega polka) preimenovan in dodeljen nazaj v matični polk. Istega leta je bil 2. bataljon deaktiviran in preimenovan v 2. bataljon, 5. konjeniški polk, nakar je bil spet aktiviran v Fort Blissu in dodeljen 4. pehotni diviziji (Fort Carson). 16. oktobra 1986 je bil 3. eskadron deaktiviran in izločen iz sestave 3. pehotne divizije; 16. decembra je bil spet aktiviran in dodeljen 8. pehotni diviziji (Mannheim). 18. januarja 1988 je bil Štab in prištabni trop, 4. eskadron deaktiviran in izločen iz sestave 2. pehotne divizije. 16. februarja naslednje leto je bil spet aktiviran in dodeljen 3. oklepni diviziji (Büdingen, Nemčija).
Leta 1990 je 1. eskadron v sestavi 1. konjeniške divizije sodeloval v operacijah Puščavski ščit in Puščavska nevihta, v tem času sta se eskadronu pridružila dva tropa iz 2. eskadrona 1. konjeniškega polka kot B in E trop. V sestavi 3. oklepne divizije je v istih operacijah sodeloval tudi 4. eskadron.
Leta 1991 je bil 1. eskadron dodeljen 1. konjeniški diviziji kot Izvidniški eskadron 1. konjeniške divizije (Fort Hood). 16. oktobra 1991 je bil Štab in prištabni trop, 4. eskadron deaktiviran in izločen iz sestave 3. oklepne divizije. 16. novembra 1992 je bil deaktiviran 3. eskadron in izločen iz sestave 8. pehotne divizije; praporje so vrnili v Ford Hood.
Avgusta 1993 je bil 2. eskadron preimenovan v bataljon in premeščen iz 4. pehotne divizije v Enoto za hitro posredovanje 1. konjeniške divizije. Istega leta je bil deaktiviran 4. eskadron in izločen iz sestave 3. oklepne divizije. 1993 je bil 1. eskadron premeščen v Enoto za hitro posredovanje 1. konjeniške divizije (Fort Hood); reorganizirali so ga v oklepno enoto in notranje reorganizirali tako, da so tropi A, B in C bili kopenske enote, medtem ko sta bila tropa D in E zračna. 1994 je bil eskadron AVUM preimenovan v F trop.
16. februarja 1996 je bil 3. eskadron reaktiviran v Fort Stewartu in dodeljen 3. pehotni diviziji kot izvidniški eskadron. Istega leta je bila deaktivirana E četa 2. bataljona. 5.aprila sta se združila Štab in prištabni trop, 4. eskadron in 2. izvidniška četa v Štab in prištabni trop, 4. eskadron. Novonastala enota je bila dodeljena 2. pehotni diviziji (Camp Garryowen).
Septembra 2002 je bil 3. eskadron premeščen v Kuvajt v sestavi 3. pehotne divizije, kjer je sodeloval v operaciji Iraška svoboda. 15. avgusta je bil 2. bataljon reorganiziran v CHD sestavo, tako da je bila četa D deaktivirana. 2. februarja 2004 sta bila 1. eskadron in 2. bataljon v sestavi 1. konjeniške divizije premeščena v Irak. 21. julija 2004 je bil aktiviran 5. eskadron in preimenovan v 5. oklepni izvidniški eskadron ter dodeljen 3. pehotni diviziji; 15. avgusta istega leta je bil enako preimenovan tudi 3. eskadron ter oktobra 2004 še 4. eskadron.

## Simboli polka
Narokavni polkovni našitek/Grb
Narokavni polkovni našitek je v obliki ščita, katere osnovna barva je rumena, barva konjenice. Ščit na dva dela deli narobe obrnjeni moder V, na katerem je 7 podkev, ki simbolizirajo zaporedno številko polka. Na spodnjem delu ščita se nahaja juka rastlina Vert, medtem ko se na zgornjem delu nahajata glava ameriškega staroselca, ki simbolizira prvotne bojne izkušnje polka v indijskih kampanjah in kazenski ekspediciji leta 1916) in feniks, ki vstaja iz svojega pepela; ta motiv simbolizira nesmrtnost polka glede na skoraj popolno uničenje polka v bitki za Mali veliki rog. Na vrhu ščita se nahaja tudi dvovrvna (modro-rumena) pletenica, iz katere raste uniformirana roka konjenika s sabljo v položaju za naskok.
Grb je bil prvotno sprejet 6. decembra 1920 za 7. konjeniški polk. 16. decembra 1953 je bil preoblikovan za 7. konjeniški polk (pehotni). 4. februarja 1983 je bil ponovno preoblikovan za 7. konjeniški polk in tako, da je grb predstavljal izgubo pri Malem velikem rogu. 
Razločitvena enotna insignija
Razločitvena enotna insignija je v obliki podkve, ki se odpira na vrhu. Odprtina med rogovoma je zaprta s modrim trakom, na katerem je s rumenimi črkami izpisano »GARRY OWEN«. Na insigniji se tako nahajajo še simboli z grba polka: pletenica in roka s sabljo. 
Rumena barva predstavlja konjenico, medtem ko modra predstavlja klasično barvo uniforme KOV ZDA, ko je bil polk ustanovljen. Podkva je povzeta po grbu; sedem žebeljev simbolizira zaporedno številko polka. Vratni branik in sablja v naskoknem položaju sta tudi povzeta po grbu in predstavljata konjeniški naskok in bojno tradicijo polka. Gary Owen je naslov pesmi, ki je bila ena najljubših generala Custerja in je bila med indijanskimi vojnami tudi bojna pesem polka; danes predstavlja vzdevek enote.. 
29. junija 1924 je bila sprejeta izvirna insignija, ki pa je bila 16. decembra 1953 spremenjena za 7. konjeniški polk (pehotni). 4. februarja 1983 je bila ponovno preoblikovana za 7. konjeniški polk in tako, da je grb predstavljal izgubo pri Malem velikem rogu.

## Organizacija
- 1. eskadron (v sestavi 1. konjeniške divizije)
- 2. bataljon (v sestavi 1. konjeniške divizije)
- 3. eskadron (v sestavi 3. pehotne divizije)
- 4. eskadron (v sestavi 2. pehotne divizije)
- 5. eskadron (v sestavi 3. pehotne divizije)

## Oprema in oborožitev
1. bataljon, 7. konjeniški polk je opremljen z glavnimi bojnimi tanki M1A2.
3. eskadron je opremljen z 27 tanki M1A2, 39 bojnimi oklepnimi vozili M3 CFV in 16 helikopterji OH-58D. 
4. eskadron je opremljen z 27 tanki M1A1, 41 bojnimi oklepnimi vozilo M3A2 BFV, 16 helikopterji OH-58D in 6 vozili M1064.

## Pripadniki polka

### Poveljniki polka
| Seznam poveljnikov polka |              |                      |                                         |
| Št.                      | Čin          | Ime                  | Trajanje mandata                        |
| 1.                       | Major        | John W. Davidson     | 27. avgust 1866 - 25. november 1866     |
| 2.                       | Polkovnik    | Andrew J. Smith      | 26. november 1866 - 26. februar 1867    |
| 3.                       | Podpolkovnik | George A. Custer     | 26. februar 1867 - 4. marec 1867        |
| 4.                       | Polkovnik    | Andrew J. Smith      | 4. marec 1867 - 26. marec 1867          |
| 5.                       | Podpolkovnik | George A. Custer     | 26. marec 1867 - 28. julij 1867         |
| 6.                       | Major        | Joel H. Elliot       | 12. avgust 1867 - 15. september 1867    |
| 7.                       | Major        | Alfred Gibbs         | 15. september 1867 - 7. oktober 1868    |
| 8.                       | Podpolkovnik | George A. Custer     | 7. oktober 1868 - 7. junij 1869         |
| 9.                       | Polkovnik    | Samuel D. Sturgis    | 7. junij 1869 - 20. september 1869      |
| 10.                      | Podpolkovnik | George A. Custer     | 20. september 1869 - 25. oktober 1869   |
| 11.                      | Polkovnik    | Samuel D. Sturgis    | 25. oktober 1869 - 31. avgust 1874      |
| 12.                      | Podpolkovnik | George A. Custer     | 16. november 1874 - 24. september 1875  |
| 13.                      | Major        | Marcus A. Reno       | 24. september 1875 - 12. marec 1876     |
| 14.                      | Podpolkovnik | George A. Custer     | 12. marec 1876 - 20. marec 1876         |
| 15.                      | Major        | Marcus A. Reno       | 20. marec 1876 - 11. maj 1876           |
| 16.                      | Podpolkovnik | George A. Custer     | 11. maj 1876 - 25. junij 1876           |
| 17.                      | Major        | Marcus A. Reno       | 25. junij 1876 - 18. oktober 1876       |
| 18.                      | Polkovnik    | Samuel D. Sturgis    | 18. oktober 1876 - 7. januar 1878       |
| 19.                      | Podpolkovnik | Elmer Otis           | 7. januar 1878 - 28. februar 1878       |
| 20.                      | Polkovnik    | Samuel D. Sturgis    | 28. februar 1878 - 18. september 1878   |
| 21.                      | Major        | Joseph G. Tilford    | 18. september 1878 - 20. november 1878  |
| 22.                      | Polkovnik    | Samuel D. Sturgis    | 20. november 1878 - 7. april 1879       |
| 23.                      | Major        | Joseph G. Tilford    | 7. april 1879 - 8. maj 1879             |
| 24.                      | Polkovnik    | Samuel D. Sturgis    | 8. maj 1879 - 5. januar 1881            |
| 25.                      | Podpolkovnik | Elmer Otis           | 6. januar 1881 - 20. maj 1881           |
| 26.                      | Polkovnik    | Samuel D. Sturgis    | 20. maj 1881 - 16. junij 1881           |
| 27.                      | Major        | Joseph G. Tilford    | 17. junij 1881 - 20. november 1881      |
| 28.                      | Podpolkovnik | Elmer Otis           | 20. november 1881 - 2. junij 1882       |
| 29.                      | Major        | Joseph G. Tilford    | 2. junij 1882 - 6. julij 1882           |
| 30.                      | Podpolkovnik | Elmer Otis           | 6. julij 1882 - 11. april 1883          |
| 31.                      | Major        | Lewis Merrill        | 12. april 1883 - 25. maj 1883           |
| 32.                      | Podpolkovnik | Andrew W. Evans      | 25. maj 1883 - 23. september 1883       |
| 33.                      | Podpolkovnik | Joseph G. Tilford    | 23. september 1883 - 26. junij 1885     |
| 34.                      | Polkovnik    | Samuel D. Sturgis    | 27. junij 1885 - 17. november 1885      |
| 35.                      | Podpolkovnik | Joseph G. Tilford    | 17. november 1885 - 10. april 1886      |
| 36.                      | Polkovnik    | Samuel D. Sturgis    | 10. april 1886 - 11. junij 1886         |
| 37.                      | Podpolkovnik | Joseph G. Tilford    | 11. junij 1886 - 26. julij 1886         |
| 38.                      | Polkovnik    | James W. Forsyth     | 26. julij 1886 - 6. maj 1887            |
| 39.                      | Podpolkovnik | Joseph G. Tilford    | 6. maj 1887 - 21. april 1888            |
| 40.                      | Polkovnik    | James W. Forsyth     | 21. april 1888 - 13. junij 1888         |
| 41.                      | Podpolkovnik | Joseph G. Tilford    | 13. junij 1888 - 16. september 1888     |
| 42.                      | Polkovnik    | James W. Forstyh     | 16. september 1888 - 31. maj 1889       |
| 43.                      | Major        | John M. Bacon        | 31. maj 1889 - 15. junij 1889           |
| 44.                      | Polkovnik    | James W. Forstyh     | 15. junij 1889 - 24. julij 1889         |
| 45.                      | Major        | John M. Bacon        | 24. julij 1889 - 3. avgust 1889         |
| 46.                      | Polkovnik    | James W. Forstyh     | 3. avgust 1889 - 24. november 1889      |
| 47.                      | Podpolkovnik | Caleb W. Carlton     | 24. november 1889 - 28. december 1889   |
| 48.                      | Polkovnik    | James W. Forstyh     | 28. december 1889 - 25. marec 1890      |
| 49.                      | Podpolkovnik | Caleb W. Carlton     | 25. marec 1890 - 29. marec 1890         |
| 50.                      | Polkovnik    | James W. Forstyh     | 29. marec 1890 - 10. april 1890         |
| 51.                      | Podpolkovnik | Caleb W. Carlton     | 10. april 1890 - 30. april 1890         |
| 52.                      | Polkovnik    | James W. Forstyh     | 30. april 1890 - 23. julij 1890         |
| 53.                      | Podpolkovnik | Caleb W. Carlton     | 23. julij 1890 - 2. avgust 1890         |
| 54.                      | Polkovnik    | James W. Forstyh     | 2. avgust 1890 - 15. oktober 1890       |
| 55.                      | Podpolkovnik | Caleb W. Carlton     | 15. oktober 1890 - 21. oktober 1890     |
| 56.                      | Polkovnik    | James W. Forstyh     | 21. oktober 1890 - 26. januar 1891      |
| 57.                      | Podpolkovnik | Caleb W. Carlton     | 26. januar 1891 - 13. februar 1891      |
| 58.                      | Polkovnik    | James W. Forstyh     | 13. februar 1891 - 22. februar 1891     |
| 59.                      | Podpolkovnik | Caleb W. Carlton     | 22. februar 1891 - 28. februar 1891     |
| 60.                      | Polkovnik    | James W. Forstyh     | 28. februar 1891 - 14. marec 1891       |
| 61.                      | Podpolkovnik | Caleb W. Carlton     | 14. marec 1891 - 3. maj 1891            |
| 62.                      | Polkovnik    | James W. Forstyh     | 3. maj 1891 - 16. julij 1891            |
| 63.                      | Podpolkovnik | Caleb W. Carlton     | 16. julij 1891 - 18. julij 1891         |
| 64.                      | Polkovnik    | James W. Forstyh     | 18. julij 1891 - 23. december 1891      |
| 65.                      | Podpolkovnik | Caleb W. Carlton     | 23. december 1891 - 3. januar 1892      |
| 66.                      | Polkovnik    | James W. Forstyh     | 3. januar 1892 - 10. februar 1892       |
| 67.                      | Podpolkovnik | Theodore A. Baldwin  | 10. februar 1892 - 15. februar 1892     |
| 68.                      | Polkovnik    | James W. Forstyh     | 15. februar 1892 - 29. december 1892    |
| 69.                      | Podpolkovnik | Guy Henry            | 29. december 1892 - 5. januar 1893      |
| 70.                      | Polkovnik    | James W. Forstyh     | 5. januar 1893 - 19. november 1894      |
| 71.                      | Podpolkovnik | Louis H. Carpenter   | 19. november 1894 - 26. november 1894   |
| 72.                      | Polkovnik    | Edwin V. Summer      | 27. november 1894 - 16. december 1894   |
| 73.                      | Podpolkovnik | Louis H. Carpenter   | 16. december 1894 - 21. januar 1895     |
| 74.                      | Polkovnik    | Edwin V. Summer      | 21. januar 1895 - 26. marec 1896        |
| 75.                      | Major        | Theodore A. Baldwin  | 26. marec 1896 - 30. marec 1896         |
| 76.                      | Polkovnik    | Edwin V. Summer      | 30. marec 1896 - 20. junij 1898         |
| 77.                      | Podpolkovnik | Michael Cooney       | 20. junij 1898 - 31. maj 1899           |
| 78.                      | Polkovnik    | Theodore A. Baldwin  | 31. maj 1899 - 15. december 1900        |
| 79.                      | Major        | Edward S. Godfrey    | 16. december 1900 - 13. januar 1901     |
| 80.                      | Polkovnik    | Theodore A. Baldwin  | 13. januar 1901 - 29. oktober 1901      |
| 81.                      | Podpolkovnik | W.S. Edgerly         | 29. oktober 1901 - 26. november 1901    |
| 82.                      | Polkovnik    | Theodore A. Baldwin  | 26. november 1901 - 6. oktober 1902     |
| 83.                      | Major        | George F. Chase      | 6. oktober 1902 - 9. oktober 1902       |
| 84.                      | Polkovnik    | Theodore A. Baldwin  | 10. oktober 1902 - 13. oktober 1902     |
| 85.                      | Podpolkovnik | W.S. Edgerly         | 14. oktober 1902 - 16. oktober 1902     |
| 86.                      | Polkovnik    | Theodore A. Baldwin  | 16. oktober 1902 - 7. maj 1903          |
| 87.                      | Polkovnik    | Charles Morton       | 7. maj 1903 - 15. julij 1903            |
| 88.                      | Major        | Charles A. Varnum    | 16. julij 1903 - 22. julij 1903         |
| 89.                      | Polkovnik    | Charles Morton       | 23. julij 1903 - 27. december 1903      |
| 90.                      | Major        | Charles A. Varnum    | 28. december 1903 - 11. januar 1904     |
| 91.                      | Polkovnik    | Charles Morton       | 12 januar 1904 - 30. april 1904         |
| 92.                      | Major        | S.L. Woodward        | 30. april 1904 - 7. maj 1904            |
| 93.                      | Polkovnik    | Charles Morton       | 7. maj 1904 - 12. september 1904        |
| 94.                      | Major        | William J. Nicholson | 12. september 1904 - 30. september 1904 |
| 95.                      | Polkovnik    | Charles Morton       | 30. september 1904 - 21. oktober 1906   |
| 96.                      | Major        | Lloyd S. McCormick   | 21. oktober 1906 - 17. december 1906    |
| 97.                      | Major        | Edwin P. Brewer      | 18. december 1906 - 21. december 1906   |
| 98.                      | Polkovnik    | Charles Morton       | 21. december 1906 - 26. februar 1907    |
| 99.                      | Major        | Lloyd S. McCormick   | 26. februar 1907 - 9. marec 1907        |
| 100.                     | Polkovnik    | Charles Morton       | 9. marec 1907 - 25. julij 1907          |

### Nosilci medalje časti
1876
| - Neil Bancroft - Abram B. Brant - Thomas J. Callen - Banjamin C. Criswell - Charles Cunningham - Frederic Deetline - George Geiger - Theodore W. Goldin | - Richard P. Hanley - David W. Harris - William M. Harris - Henry Holden - Rufus D. Hutchinson - Henry W.B. Mechlin - Thomas Murray - James Pym | - George D. Scott - Stanislaus Roy - Peter Thompson - Frank Tolan - Otto Voit - Thomas W. Stivers - Charles H. Welch - Charles Windolph |

1877
- Edward S. Godfrey
- Myles Moylan

1890
| - William G. Austin - Mosheim Feaster - Ernest A. Garlington - John C. Gresham - Mathew H. Hamilton - Marvin C. Hillock | - George Hobday - Bernhard Jetter - George Loyd - Albert W. McMillan - Adam Neder - Richard J. Nolan - Theodore Ragnar | - Thomas Sullivan - Frederick E. Toy - Jacob Trautman - Charles A. Varnum - James Ward - Hermann Ziegner |

Druga svetovna vojna
- David C. Waybur

Vietnamska vojna
- Walter Joseph Marn mlajši

## Polkovna odlikovanja[3]
- predsedniška omemba enote (trakec izvezen »LEYTE«)
- predsedniška omemba enote (trakec izvezen »COLMAR«)
- predsedniška omemba enote (trakec izvezen »ANTIPOLO LUZON«)
- filipinska predsedniška omemba enote (trakec izvezen »17 OCTOBER 1944 TO 4 JULY 1945«)
- francoski Croix de Guerre s palmo (trakec izvezen »COLMAR«)
- korejska predsedniška omemba enote (trakec izvezen »WAEGWAN-TAEGU«)
- predsedniška omemba enote (trakec izvezen »TAEGU KOREA«)
- predsedniška omemba enote (trakec izvezen »PUSAN KOREA«)
- predsedniška omemba enote (trakec izvezen »YONCHON KOREA«)
- korejska predsedniška omemba enote (trakec izvezen »KOREA«)
- korejska predsedniška omemba enote (trakec izvezen »KOREA«)
- Chryssoun Aristion Andrias (trakec izvezen »KOREA«)